# Калоча
Калоча (мађ. Kalocsa; негде и Калача) је град у Мађарској. Калоча је један од важнијих градова у оквиру жупаније Бач-Кишкун.
Калоча је имала 17.492 становника према подацима из 2009. године.
Калоча је познато место ходочашћа римокатолика у Мађарској.

## Географија
Град Калоча се налази у средишњем делу Мађарске. Од престонице Будимпеште град је удаљен око 130 km јужно. Град се налази у средишњем делу Панонске низије, близу десне обале Дунава. Надморска висина града је око 100 m.

## Историја
У месту је (1839) био један Србин, пренумерат Павловићевог „Српског народног листа”. Био је то учени црквени (мада) католички веродостојник, презвитер Атанасије Влаовић.

## Галерија
- Главни трг у Калочи
- Градска катедрала
- Надбискупски двор
- Главна улица у граду

## Партнерски градови
- Алтино
- Витлејем
- Кристуру Секујеск
- Кирхајм под Теком
- Кула
- Тотана